# Octave, Soluteur et Adventeur
Pour les articles homonymes, voir Octave.
Octave, Soluteur et Adventeur († 297) sont des soldats de la légion thébaine martyrs sous Maximien que l'Église catholique vénère comme saints. Ils sont patrons de la ville de Turin.

## Biographie
Octave et ses compagnons Soluteur et Adventeur sont des membres de la légion thébaine massacrée à la fin du IIIe siècle dans les montagnes suisses parce que les soldats se sont déclarés chrétiens. Saint Maurice d'Agaune était leur chef. Ces trois légionnaires romains réussissent à fuir le massacre et à s'échapper. Mais poursuivis, ils sont rattrapés à Turin où ils subissent le martyre. Cependant, Soluteur, plus jeune, et blessé d'un coup de lance, réussit à nouveau à échapper pour un temps à ses poursuivants et trouve refuge dans une carrière de sable. Il est découvert par un enfant qui donne l'alerte, il est arrêté et exécuté sur les bords de la Doire baltée, dans un marais. Une femme nommée Julienne, en enivrant ses bourreaux, réussit à découvrir le lieu où reposent les corps des martyrs. Elle récupère les corps et les fait ensevelir.
Sur les tombeaux des trois martyrs est construite une petite chapelle puis une basilique avec atrium par l'évêque Victor (it) (470-494). Plus tard, l'évêque Gezone (it) restaure la basilique et l'incorpore au monastère bénédictin de saint Soluteur dépendant de la célèbre abbaye Saint-Michel-de-la-Cluse. Lorsque François Ier ordonne la démolition du monastère en 1536, les corps des trois martyrs (ainsi que ceux de saint Goslin, second abbé du monastère et de saint Julienne) sont transférés au sanctuaire de la Consolata. En 1619, on procède à la translation des reliques dans l'église des saints martyrs de Turin où elles sont encore aujourd'hui.
D'après certaines sources, il est probable que les trois dépouilles vénérées correspondent à d'authentiques martyrs chrétiens, même si le rattachement « tardif » à l'histoire de la légion thébaine aurait simplement été motivé par le désir de « rehausser leur dignité de témoins du Christ »,.
Ils sont les saints patrons de la ville de Turin où ils sont célébrés le 20 janvier dans l'archidiocèse de Turin (le jour de la translation des reliques dans l'église) et fêtés le 20 novembre dans le reste de l’Église catholique. Leurs reliques sont présentes dans l'église des Saints Martyrs à Turin.